# Leutershausen
Leutershausen là một đô thị tại huyện Ansbach, bang Bayern nước Đức. Đô thị Leutershausen có diện tích 84,11 km², dân số thời điểm ngày 31 tháng 12 năm 2006 là 5630 người. Đô thị này tọa lạc bên sông Altmühl, 12 km về phía tây của Ansbach.